# 美国次国务卿
美國次國務卿（英語：Under Secretary of State，簡稱次卿），為美国國務院高階官職，僅次於美国国务卿及美國副國務卿，而在助理国务卿之上，就層級而言屬國務院「第三把手」。1919年至1972年，次卿是国务院中仅次于国务卿的第二要职，作为国务卿的主要副手，且在国务卿缺席时承担「代理国务卿」职责；1972年7月以後，設置副國務卿一职排序在本职位的順位之前。
现今美国设置多个负责专门事务的次國務卿：
- 政治事務次卿（英语：Under Secretary of State for Political Affairs）
- 行政管理次卿（英语：Under Secretary of State for Management）
- 經濟發展暨能源環境次卿（英语：Under Secretary of State for Economic Growth, Energy, and the Environment）
- 公眾外交暨公共事務次卿（英语：Under Secretary of State for Public Diplomacy and Public Affairs）
- 軍備控制暨國際安全事務次卿（英语：Under Secretary of State for Arms Control and International Security Affairs）
- 平民安全暨民主人權次卿（英语：Under Secretary of State for Civilian Security,Democracy and Human Rights）

## 現任美國國務次卿
| 美國次國務卿                         | 美國次國務卿                | 美國次國務卿  |
| 辦公室                               | 現任                        | 任期開始      |
| ------------------------------------ | --------------------------- | ------------- |
| 政治事務次卿 1 FAM 041               | 艾莉森·胡克（代理）         | 2025年6月5日  |
| 行政管理次卿 1 FAM 044               | 何塞·坎寧安（代理）         | 2025年4月5日  |
| 經濟發展暨能源環境次卿 1 FAM 042     | 托馬斯·E·勒特森（代理）     | 2025年1月20日 |
| 軍備控制暨國際安全事務次卿 1 FAM 043 | 布倫特·T·克里斯滕森（代理） | 2025年1月20日 |
| 平民安全暨民主人權次卿 1 FAM 045     | 阿爾伯特·貢比斯（代理）     | 2025年1月20日 |
| 公眾外交暨公共事務次卿 1 FAM 046     | 達倫·畢提（代理）           | 2025年2月4日  |

## 1919年－1972年歷任次國務卿
| 姓名                 | 家乡州       | 任期                          | 效职总统                          |
| -------------------- | ------------ | ----------------------------- | --------------------------------- |
| 法蘭克·萊昂·波克     | 纽约州       | 1919年7月1日－1920年6月15日   | 伍德罗·威尔逊                     |
| 諾曼·H·戴維斯        | 纽约州       | 1920年6月15日－1921年3月7日   | 伍德罗·威尔逊、沃伦·盖玛利尔·哈定 |
| 亨利·佛萊契          | 宾夕法尼亚州 | 1921年3月8日－1922年3月6日    | 沃伦·盖玛利尔·哈定                |
| 威廉·菲利浦          | 马塞诸塞州   | 1922年4月26日－1924年4月11日  | 沃伦·盖玛利尔·哈定、卡尔文·柯立芝 |
| 约瑟夫·格鲁          | 新罕布什尔州 | 1924年4月16日－1927年6月30日  | 卡尔文·柯立芝                     |
| 羅伯特·歐斯          | 明尼苏达州   | 1927年7月1日－1928年6月30日   | 卡尔文·柯立芝                     |
| 小魯班·克拉克        | 犹他州       | 1928年8月31日－1929年6月19日  | 卡尔文·柯立芝、赫伯特·胡佛        |
| 約瑟夫·科頓          | 纽约州       | 1929年6月20日－1931年3月10日  | 赫伯特·胡佛                       |
| 小威廉·凱索          | 哥伦比亚特区 | 1931年4月2日－1933年3月5日    | 赫伯特·胡佛、富兰克林·罗斯福      |
| 威廉·菲利浦          | 马塞诸塞州   | 1933年3月6日－1936年8月23日   | 富兰克林·罗斯福                   |
| 萨姆纳·威尔斯        | 马里兰州     | 1937年5月21日－1943年9月30日  | 富兰克林·罗斯福                   |
| 小爱德华·斯特蒂纽斯  | 弗吉尼亚州   | 1943年10月4日－1944年11月30日 | 富兰克林·罗斯福                   |
| 约瑟夫·格鲁          | 纽约州       | 1944年12月20日－1945年8月15日 | 富兰克林·罗斯福、哈利·杜鲁门      |
| 迪安·艾奇逊          | 马里兰州     | 1945年8月16日－1947年6月30日  | 哈利·杜鲁门                       |
| 羅伯·勒夫特          | 纽约州       | 1947年7月1日－1949年1月20日   | 哈利·杜鲁门                       |
| 詹姆斯·韦伯          | 北卡罗来纳州 | 1949年1月28日－1952年2月29日  | 哈利·杜鲁门                       |
| 大衛·布魯斯          | 弗吉尼亚州   | 1952年4月1日－1953年1月20日   | 哈利·杜鲁门                       |
| 沃爾特·比德爾·史密斯 | 哥伦比亚特区 | 1953年2月9日－1954年10月1日   | 德怀特·艾森豪威尔                 |
| 小赫伯特·胡佛        | 加利福尼亚州 | 1954年10月4日－1957年2月5日   | 德怀特·艾森豪威尔                 |
| 克里斯蒂安·赫脱      | 马塞诸塞州   | 1957年2月21日－1959年4月22日  | 德怀特·艾森豪威尔                 |
| C·道格拉斯·狄龙      | 新泽西州     | 1959年6月12日－1961年1月4日   | 德怀特·艾森豪威尔                 |
| 查斯特·鮑爾斯        | 康涅狄格州   | 1961年1月25日－12月3日        | 约翰·肯尼迪                       |
| 乔治·鲍尔            | 哥伦比亚特区 | 1961年12月4日－1966年9月30日  | 约翰·肯尼迪、林登·约翰逊          |
| 尼古拉斯·卡岑巴赫    |              | 1966年10月3日－1969年1月20日  | 林登·约翰逊                       |
| 艾略特·理查森        | 马塞诸塞州   | 1969年1月23日－1970年6月23日  | 理查德·尼克松                     |
| 約翰·厄溫二世        | 纽约州       | 1970年9月21日－1972年7月12日  | 理查德·尼克松                     |